# Aérodrome d'El Borma
L'aérodrome d'El Borma (code OACI : DTTR) est un aérodrome sur territoire tunisien qui dessert la ville d'El Borma en Algérie, à proximité de la frontière entre les deux pays.

## Situation
| \| 50 km1:6 099 000 \| Djerba · Zarzis Tunis · Carthage Enfidha · Hammamet Gabès · Matmata Gafsa · Ksar Monastir · Habib-Bourguiba Sfax · Thyna Tabarka · Aïn Draham Tozeur · Nefta El Borma Remada Borj · El Amri |
| 50 km1:6 099 000 |